# Anisopliina
Anisopliina — підтриба пластинчастовусих жуків триби Anomalini підродини Rutelinae. Об'єднує 9 родів та майже 100 видів, що представлені майже в усіх біогеографічних регіонах.
Жуки живляться пилком або молодими насінинами трав'янистих рослин, переважно злаків і бобових, іноді окружкових. Личинки розвиваються в ґрунті, обгризають корені тих же трав. Деякі види шкодять сільськогосподарським культурам.
Роди:
- Anisoplia Schönherr понад 50 видів, Євразія
- Anthoplia Medvedev — 1 вид, Північна Африка та Піренейський півострів
- Anomalacra Casey
- Brancoplia Baraud — 4 види, Близький Схід, Північна Африка, Східне Середземномор'я (1 вид також на Кавказі)
- Callirhinus Blanchard
- Chaetopteroplia Medvedev — 12 видів, Близький Схід, Північна Африка, Східне Середземномор'я (1 вид поширений по Євразії)
- Hemichaetoplia Baraud — 4 види, Північна Африка, Східне Середземномор'я
- Rhinyptia Burmeister
- Tropiorhynchus Blanchard